# Varanus cumingi
Espèce
Synonymes
- Varanus salvator cumingi Martin, 1839

Statut de conservation UICN

 LC  : Préoccupation mineure
Statut CITES
Le varan de Cuming (Varanus cumingi) est une espèce de sauriens de la famille des Varanidae.

## Répartition
Cette espèce est endémique de Mindanao aux Philippines.

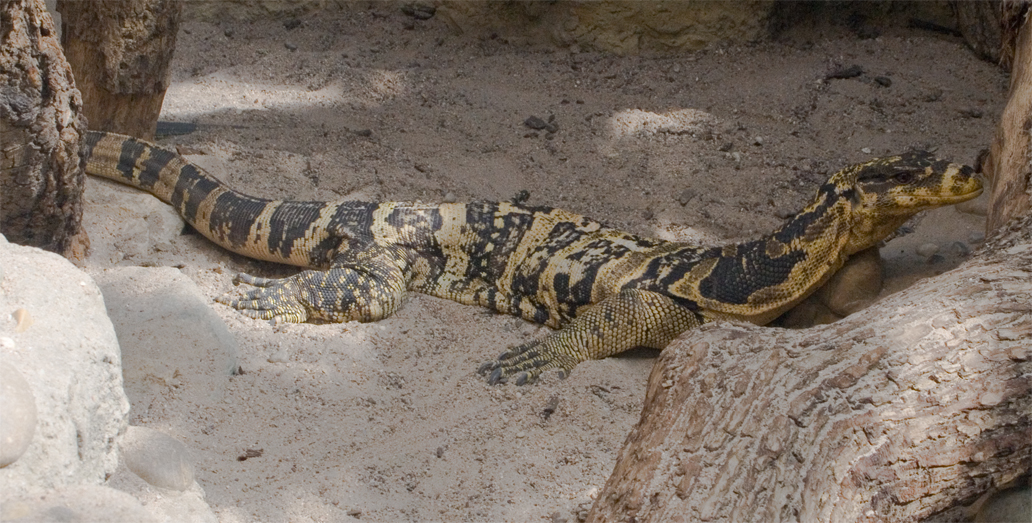

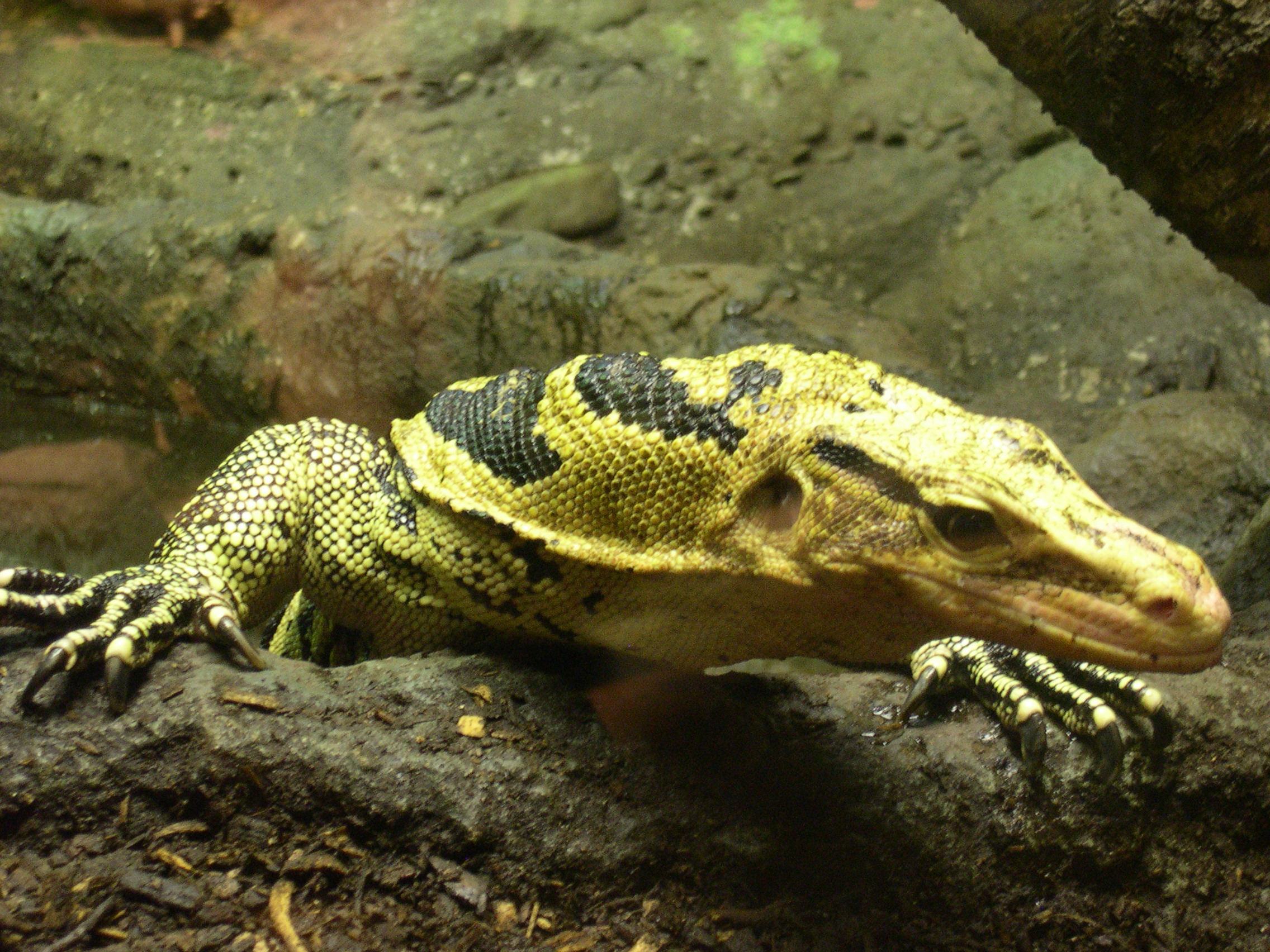

## Taxinomie
La sous-espèce Varanus cumingi samarensis a été élevée au rang d'espèce par Welton, Travers, Siler et Brown en 2014

## Étymologie
Cette espèce est nommée en l'honneur de Hugh Cuming.

## Publication originale
- Martin, 1839 "1838" : Remarks on two species of saurian reptiles. Proceedings of the Zoological Society of London, vol. 1838, p. 68-70 (texte intégral).